# Ottenthal (Gemeinde Großriedenthal)
Ottenthal ist eine Ortschaft und eine Katastralgemeinde der Gemeinde Großriedenthal im Bezirk Tulln in Niederösterreich. Die Ortschaft hat 316 Einwohner (Stand 1. Jänner 2024). Bis Ende 1971 war Ottenthal eine eigenständige Gemeinde.

## Geografie
Das südöstlich von Großriedenthal liegende Dorf wird von der Landesstraße L46 erschlossen. Durch den Ort fließt der Krampugraben.

## Geschichte
Laut Adressbuch von Österreich waren im Jahr 1938 in der Ortsgemeinde Ottenthal ein Binder, ein Gastwirt, zwei Gemischtwarenhändler, ein Schmied, eine Schneiderin, ein Trafikant, ein Wagner und mehrere Landwirte ansässig.
Mit 1. Jänner 1972 wurde im Zuge der Niederösterreichischen Kommunalstrukturverbesserung die bis dahin selbständige Gemeinde Ottenthal nach Großriedenthal eingemeindet.

## Trivia
Das Ottenthal, ein in Berlin-Charlottenburg situiertes Lokal, ist nach diesem Ort benannt, denn der Inhaber Arthur Schneller stammt aus Ottenthal.